# Mawson Peak
Mawson Peak er en aktiv vulkan i Big Ben-massivet på Heard Island i det eksterne australske territorium Heard Island and McDonald Islands i det Indiske Ocean.
Med en højde på 2.745 meter er det højere end Mount Kosciuszko (2.228 meter), og det regnes nogle gange for at være Australiens højeste bjerg. Det overgås dog af Mount McClintock (3.490 meter) og Mount Menzies (3.355 meter) i den del af Antarktis, Australian Antarctic Territory, som Australien gør krav på. Vulkanen går tit i udbrud, senest i maj 2023. Mawson Peak er nummer 30 i verden målt på topografisk isolation (afstand til et højere bjerg).

## Opdagelse og navngivning
Mawson Peak blev navngivet i 1948 af en australsk ekspedition til øen efter den australske geolog og opdagelsesrejsende Douglas Mawson. Mawson var leder af British Australian and New Zealand Antarctic Research Expedition 1929–1931, som besøgte øen i november – december 1929.
20. februar 1950 observerede Thomas Gratton Young, mens han var ombord på HMAS Lebuan, at Mawson Peak er en aktiv vulkan.
I 1964 besøgte en ekspedition ledet af major Warwick Deacock Heard Island med skonnerten Patanela og kaptajn Bill Tilman. Det lykkedes for dem at bestige Mawson Peak for første gang. Vulkanen var tidligere forsøgt besteget af en ekspedition ledet af John Béchervaise i 1953–1954.